# Tomáš Matuška
Tomáš Matuška (* 4. prosince 1947) je český fotbalový trenér. Od roku 1999 byl také předsedou TK Čermná nad Orlicí.

## Trenérská kariéra
V ročníku 1993/94 byl v pražské Dukle asistentem Dana Matušky.